# Masacre en el puticlub
«Masacre en el puticlub» es una canción y sencillo perteneciente del álbum Un Baión Para el Ojo Idiota, de la banda de rock argentina Patricio Rey y sus Redonditos de Ricota, grabado y editado en el año 1988. Es uno de los pocos temas de la banda que cuenta con un Videoclip. Está en el puesto número 17 entre Las 100 grandiosas canciones de los 80s en español según VH1 Latinoamérica.

## Videoclip
El video de la canción trata sobre una pelea en un bar, donde esa noche iba a tocar el grupo, recreado como una animación de dibujos hechos por Rocambole.Fue difundido por cadenas como MTV y MuchMusic.